# 거창덕유중학교
거창덕유중학교(居昌德裕中學校)는 대한민국 경상남도 거창군 위천면 남산리에 있는 공립 중학교이다.

## 학교 연혁
- 2012년 12월 7일 : 설립부지 확정
- 2015년 2월 26일 : 공사 착공
- 2016년 3월 1일 : 거창덕유중학교 개교(구위천중학교, 6학급)
- 2016년 3월 1일 : 제1대 허덕수 교장 취임
- 2016년 3월 3일 : 제1회 입학식(2학급 남 10명, 여 10명 계 20명)
- 2016년 8월 26일 : 준공
- 2016년 9월 1일 : 신축교로 이전
- 2017년 2월 10일 : 제1회 졸업식(남 16명, 여 13명 계 29명)
- 2022년 1월 12일 : 제6회 졸업식(남 18명, 여 18명 계 36명)
- 2022년 3월 1일 : 제3대 차수범 교장 취임
- 2022년 3월 2일 : 제7회 입학식(남 17명, 여 17명 계 34명)

## 참고 자료
- 거창덕유중학교 - 한국교육학술정보원 학교알리미